# Fransina Dingstee
Fransina ("Sientje") Dingstee (Staphorst, 27 juli 1917 – Meppel, 11 oktober 2008) was een Nederlandse verzetsstrijder tijdens de Tweede Wereldoorlog.
Dingstee werd in 1941 betrokken bij het verzet toen zij via haar vriend en latere echtgenoot Hendrik Thalen betrokken werd bij de verzetsgroep van Albert van Spijker waarvan haar man een van de drie Meppelse wijkcommandanten werd. Dingstee werkte mee bij vele verzetsactiviteiten, variërend van hulp aan onderduikers en piloten, wapenvervoer en bonkaartendistributie. Doordat de Duitse bezetter hen opjoeg, doken ze onder bij Dingstees ouders in de kelder van hun huis, waar zij de laatste oorlogsdagen bleven.
Het echtpaar Thalen heeft na de oorlog over hun ervaringen verteld, onder meer tijdens diverse herdenkingen in kamp Westerbork.